# Galey
Galey – miejscowość i gmina we Francji, w regionie Oksytania, w departamencie Ariège.
Według danych na rok 1990 gminę zamieszkiwały 82 osoby, a gęstość zaludnienia wynosiła 9 osób/km² (wśród 3020 gmin regionu Midi-Pyrénées, Galey plasuje się na 981. miejscu pod względem liczby ludności, natomiast pod względem powierzchni na miejscu 1157.).